# Amphipyra pyramidoides
Amphipyra pyramidoides är en fjärilsart som beskrevs av Achille Guenée 1852. Amphipyra pyramidoides ingår i släktet Amphipyra och familjen nattflyn. Inga underarter finns listade i Catalogue of Life.

## Bildgalleri

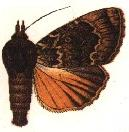
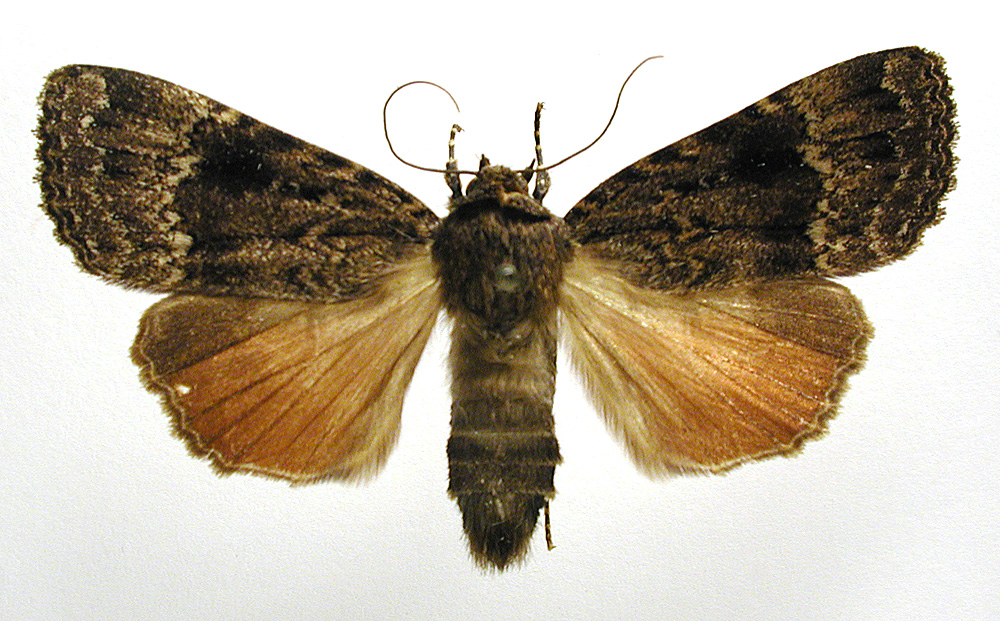
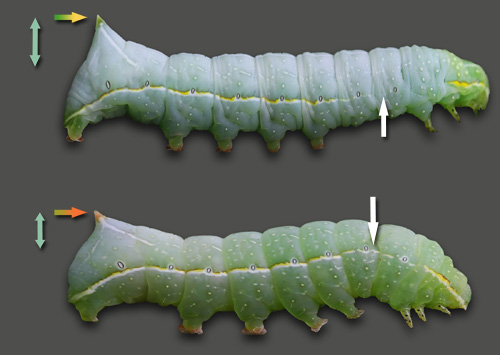
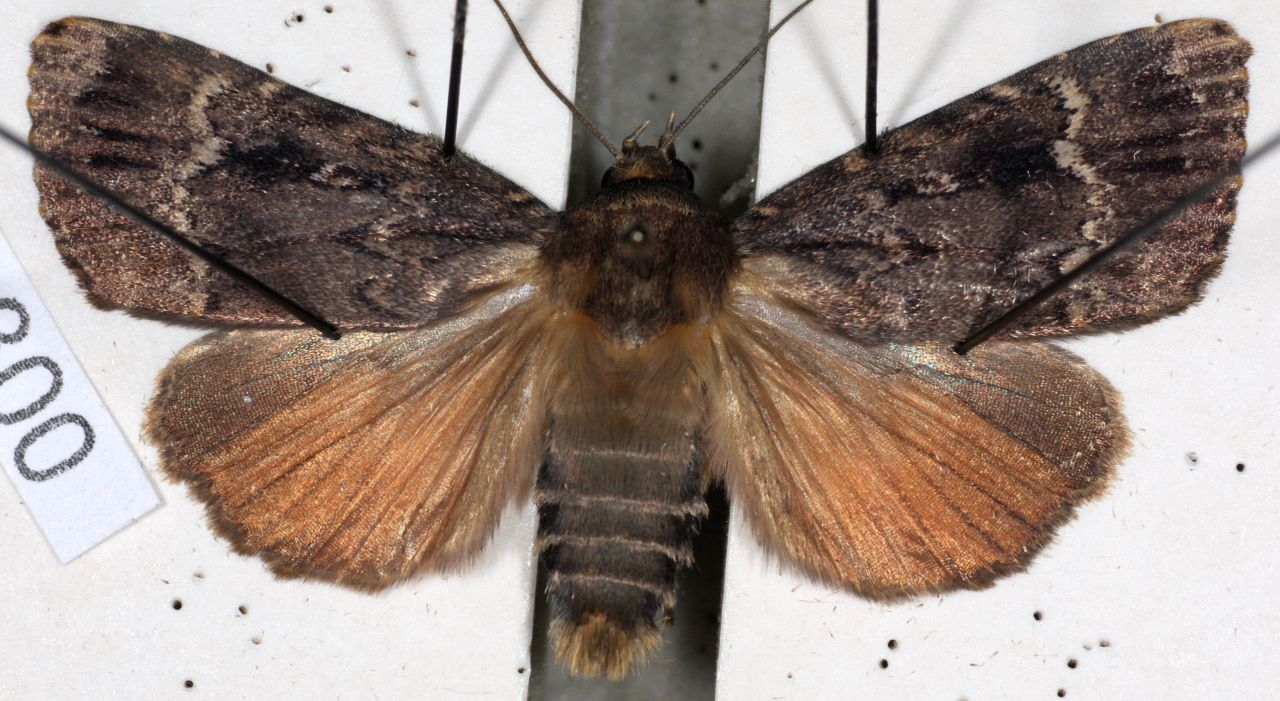